# 1re division lituano-biélorusse
La 1re division lituano-biélorusse (en polonais : Dywizja Litewsko-Białoruska ; en biélorusse : Літоўска-Беларуская дывізія ; en lituanien : Lietuvos-Baltarusijos divizija) est une unité de volontaires de l'armée polonaise formée entre décembre 1918 et janvier 1919 durant la guerre soviéto-polonaise.
La division a été créée à partir de plusieurs dizaines de petites unités de forces d'autodéfense composées de volontaires locaux en Lituanie et Biélorussie actuelle, au milieu d'une série croissante de différends territoriaux entre la deuxième République polonaise, la RSFSR bolchévique et plusieurs autres gouvernements provisoires locaux. La division a pris part à plusieurs batailles clés de la guerre,. Environ 15 à 18 % de la division étaient des Lituaniens.

## Histoire

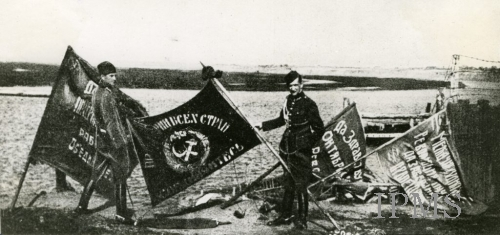
La bataille de Varsovie, la bataille la plus importante de la guerre, à laquelle la 1re division d'infanterie lituano-biélorusse a participé.

Avec la fin de la Première Guerre mondiale, l'Europe de l'Est connait une série croissante de différends territoriaux entre la Pologne, la Russie soviétique et plusieurs autres gouvernements provisoires locaux ont éclaté dans une série de guerres en Europe centrale et orientale, la plus importante d'entre elles étant la guerre soviéto-polonaise. Dès la fin de la Première Guerre mondiale, de nombreuses unités plus petites de forces d'autodéfense ont été créées à partir de volontaires locaux dans ces régions, parmi lesquelles probablement la plus connue étant l'autodéfense lituanienne et biélorusse (Samoobrona Litwy i Białorusi). Des unités d'autodéfense ont été organisées dans la région de Kresy en majorité polonaises ou des minorités importantes issues généralement de zones urbanisées comme les villes de Vilnius, Minsk, Hrodna, Lida et Kaunas, ou des villes comme Achmiany, Vileïka, Nemenčinė, Świr et Panevėžys ; jusqu'en décembre 1918, ces unités n'avaient pas de commandement ni d'organisation centrale et nombre d'entre elles portaient le nom de villes ou de régions locales (comme Samoobrona Lidy). La première tâche de ces unités était de freiner la vague de criminalité des déserteurs allemands, et plus tard, la défense des groupes pro-bolcheviques. Malgré son nom, la plupart des membres de cette organisation étaient soit Polonais, soit polonisés, et soutenaient donc la cause du rattachement de ces territoires à l'État polonais nouvellement recréé.

### Opérations
Le noyau initial de la division a été formé en décembre 1918 à Minsk, où un groupe d'environ 1 500 Polonais et Biélorusses a pris les armes pour défendre la ville contre l'avancée des forces de la Russie soviétique. En juin 1919, les bolcheviks ont déployé le premier bataillon de la garde juive de Minsk (sur l'insistance de ses propres membres) contre l'armée polonaise qui comprenait les première et deuxième divisions lituano-biélorusses. Les Juifs pro-communistes avaient remporté la première escarmouche, obligeant les Polonais et les Biélorusses à reculer de plusieurs kilomètres. Le 8 août 1919, les troupes polonaises reprennent Minsk aux bolcheviks. L'attaque principale était en direction de Maladzechna, Minsk et Polatsk le long des lignes de chemin de fer,. Cependant, en raison de la supériorité numérique russe et du manque de soutien du côté de l'éphémère République populaire de Biélorussie, le groupe s'est retiré vers le centre de la Pologne. D'autres groupes d'autodéfense, des organisations de résistance et des vétérans de l'armée verte de la guerre civile russe ont également atteint la Pologne, où ils ont été réformés en une seule unité sous le commandement du général Władysław Wejtko, anciennement de l'armée impériale russe.

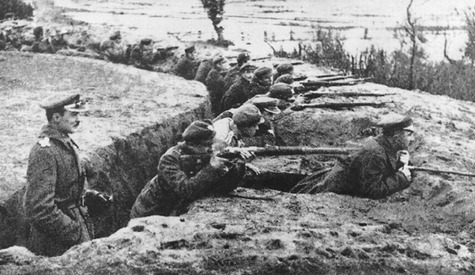
La 1re division d'infanterie lituano-biélorusse subit de lourdes pertes lors de la bataille de la rivière Niémen.

Un autre grand groupe de volontaires ayant rejoint la division était les hommes restants de la force d'environ 2 500 hommes créée à Vilnius pour la défendre contre les Rouges en janvier 1919. Sous l'effet des quatre jours de combats pour défendre la ville et la région de Nowa Wilejka, les forces polonaises sont repoussées et la ville doit être abandonnée. La division nouvellement formée a participé à la bataille de Brest-Litovsk du 8 janvier de la même année, l'une des premières batailles de la guerre polono-soviétique.
La division, commandée par le général Jan Rządkowski, participe à plusieurs des plus grandes batailles du conflit. Entre autres, elle a joué un rôle majeur dans la bataille de Radzymin, en partie de la bataille de Varsovie, la bataille décisive de la guerre. Elle participe également à la bataille du Niémen, où elle subit de lourdes pertes,. Enfin, deux jours avant le cessez-le-feu mettant fin à la guerre, les unités de la division — alors commandées par le général Lucjan Żeligowski — reprennent la Région de Vilnius aux forces lituaniennes et ont formé le noyau des forces armées de la République contestée de Lituanie centrale.
À la suite des élections tenues à Wilno et de la fusion de l'État avec la Pologne en 1923, la division a été partiellement démobilisée, tandis que ses restes ont été incorporés dans la 19e division d'infanterie polonaise stationnée à Wilno.

## 2edivisionlituano-biélorusse
Des parties de la 1re division lituano-biélorusse (1. DL-B) ont été transférées, en juillet 1919, pour former la 2e division parallèle lituano-biélorusse ( Dywizja Litewsko-Białoruska, 2. DL-B) de l'armée polonaise. La division subit de lourdes pertes lors de l'invasion soviétique de l'été 1920 ; certains soldats ont été contraints de se replier sur le territoire lituanien où ils ont été internés par les bolcheviks. La division fut bientôt renforcée et rebaptisée 20e division d'infanterie. Elle est temporairement revenue à l'ancien nom de la 2e division après la mutinerie de Żeligowski, lorsqu'elle est devenue une partie de l'armée de la République de Lituanie centrale.

### Sources citées
- (lt) Pacevičius, « Lietuvos Kariuomenės Dezertyrai Nepriklausomybės Kovų Ir Valstybingumo Įtvirtinimo Laikotarpiu 1918–1923 M. [Chapter: Dezertyrai Svetimų Valstybių Kariuomenėse, Veikusiose Lietuvoje 1919–1920 M.] », Karo Archyvas, Vilnius, Generolo Jono Žemaičio Lietuvos Karo Akademija, vol. XXIX,‎ 2014 (ISSN 1392-6489)